# Pedagogía pública
Pedagogía pública es un campo de estudio sobre los aprendizajes realizados de manera espontánea por la ciudadanía fuera de la escuela y sucesivas instituciones educativas a las que accede, ámbito tradicionalmente denominado como educación informal. 

El término apareció por primera vez a finales del siglo XIX, aunque con un significado distinto al que se le otorga en la actualidad, asociado a la idea de bien público. 

Se utiliza de forma coloquial al referirse al tipo de comunicación pública de los partidos políticos y sus dirigentes con la ciudadanía sobre temas actuales. Este uso se reivindica para una acción política de la propia ciudadanía 

Por otro lado, el estudio de la educación informal, como se ha puesto de manifiesto en una línea de los denominados estudios culturales también centra sus esfuerzos en analizar, desde una perspectiva crítica, las fuerzas externas a la escuela (medios de comunicación, condiciones sociopolíticas, narraciones de la realidad, etc.) que dan forma el sistema escolar, lo enriquecen o empobrecen y delimitan la capacidad de las escuelas para convertirse en lugares de producción democrática. 
El campo de la "Public Pedagogy" permite a los investigadores en educación dejar de centrar sus investigaciones en la escuela como epicentro de los procesos de aprendizaje, y dirigirse a analizar los espacios públicos que desde esta perspectiva se consideran declaradamente formativos.

## Espacios donde se está generando pedagogía pública
Sandlin, O’Malley y Burdickhan han propuesto 5 ámbitos para estudiar la génesis e impacto de la pedagogía pública, y son (a) ciudadanía dentro y más allá de las escuelas, (b) cultura popular y vida cotidiana, (c) instituciones informales y espacios públicos, (d) discursos culturales dominantes y (e)intelectuales públicos y activismo social.
A estas temáticas se añaden otras formas de estudio por los investigadores o la propia comunidad, toma de conciencia y denuncia promovidas por movimientos políticos y sociales (organizados desde el feminismo, la educación para el consumo responsable, la educación medioambiental...) y se presentan públicamente mediante Internet, web 2.0 y redes sociales.

## Temas asociados
- Aprendizaje ubicuo
- Educación ambiental
- Educación informal
- Educación no formal
- Movimientos populares
- Redes sociales
- Universidad expandida
- Universidades populares
- Voluntariado